# 輕井澤惠
輕井澤惠（日语：／）是由衣笠彰梧創作的輕小說作品《歡迎來到實力至上主義的教室》的女主角之一。她是故事中高度育成高中1年D班的女學生。在2年級篇時晉級。

## 作中設定

### 經歷
惠在進入高度育成高中不久後，便與男生領袖平田洋介交往。在無人島特別考試中，輕井澤的內衣被某人偷走。清隆發現惠和平田約會是為了避免在船上的特別考試期間受到欺負，也知道了她過去被欺負的事情。因為綾小路清隆的要求，惠阻止了女子更衣室偷拍事件。從而得到了清隆的保護，但也成為他的「棋子」之一。

### 形象
惠綁著馬尾，有著少女般的外表，是D班女生的領袖。雖然她有不良的一面，但性格開朗活潑，深受男生歡迎。惠很好相處，因此受到女生的信任。
惠在國中時受到霸凌，這段經歷讓她深受創傷，導致她願意不惜一切保護這個秘密。左側身體附近留有受到霸凌團體攻擊時留下的傷痕，這讓她在心靈和身體上都受到折磨。如果不能與平田一起行動，惠會立即尋求暫時的庇護者，這個習慣讓她受到許多女生和男生的排斥。為了不成為被霸凌者，惠模仿了曾經霸凌她的人的傲慢態度，採取任性的行為，但她並不是會使用暴力和威脅手段的人。

## 人物設定
輕井澤惠的插圖最初出現在1年級篇第2卷，當時插畫負責人知世俊作認為她只是一個路人角色，並未將她視為女主角，因此在設計時沒有深入思考。知世俊作對於輕井澤惠在1年級篇第4卷成為主要角色感到驚訝。
衣笠原本設定的形象是「難以親近的少女風格」，但知世俊作設計的角色與衣笠原本想像的形象不同。這使得輕井澤惠的形象發生了改變，最終朝向了一個更好的方向。知世俊作表示「由於創作時是根據自己心中對少女風格的理解，因此創造了像是初次嘗試少女風格的女孩子形象」。髮型是馬尾跟當時的流行趨勢有關。

## 發展

### 網路動畫
2021年3月25日YouTube上公開了一段宣傳影片，宣布了《歡迎來到實力至上主義的教室 2年級篇》第4卷的發售，而這段影片的旁白是由竹達彩奈（輕井澤惠的聲優）擔任。

### 電視動畫
《歡迎來到實力至上主義的教室》電視動畫於2017年7月開始播放，在這部電視動畫中，竹達彩奈擔任輕井澤惠的聲優。
竹達會根據她所飾演的角色來決定是否要閱讀原作，這次她知道惠會被清隆影響，因此在不知道後續發展的情況下，她設法理解惠的心情來演出。在飾演第2季中展現惠的各種不同面向時，竹達提到「隨著與平田的真實關係逐漸公開，輕井澤的弱點也越來越明顯，我發現她其實是個普通的女孩。故事細緻地描寫了快樂、悲傷、憤怒等人類正常的情感。我試著去表演出來」。
在原作小說中，是輕井澤惠在暑假的游泳池阻止了女子更衣室的偷拍事件，但在電視動畫中被改成了堀北鈴音。

### 商品化
2021年9月發售了穿著兔女郎裝的「輕井澤惠1/4比例手辦」。
2021年12月發售了穿著泳裝的「輕井澤惠1/6比例手辦」。
2023年9月發售了「輕井澤惠黏土人」。

## 評價

### 評論
《這本輕小說真厲害！2019》中提到「最初只是次要角色的輕井澤惠一下子躍升成了女主角」。隔年發行的《這本輕小說真厲害！2020》中也指出「惠原本是次要角色，但在故事中成為了主要角色，並獲得了讀者的大力支持」。
冰島網站《Inquisitr》作家Patrick Frye提到，原作小說中輕井澤惠的表現在電視動畫中被改為堀北鈴音一事時說「一些日本粉絲對於電視動畫中將惠改為鈴音感到不滿。更糟糕的是，電視動畫中為了讓清隆和惠有所進展而必須有的內心對話都被刪掉了」。

### 「這本輕小說真厲害！」的評價
在「這本輕小說真厲害！」的女性角色部門自2018年起連續5年進入前10名，在2019年更是連續2年蟬聯冠軍。在2019年首次獲得冠軍的消息被加拿大的網站《動畫新聞網》報導，該網站寫道：「輕井澤惠在女性角色部門獲得了第1名。自2010年以來，除了2015年由雪之下雪乃獲得冠軍之外，御坂美琴一直是冠軍，現在她再次被奪去了王座」。
| 年份 | 獎項                   | 部門         | 名次   | 備註         |
| ---- | ---------------------- | ------------ | ------ | ------------ |
| 2018 | 這本輕小說真厲害！2019 | 女性角色部門 | 第8名  |              |
| 2019 | 這本輕小說真厲害！2020 | 女性角色部門 | 第1名  |              |
| 2020 | 這本輕小說真厲害！2021 | 女性角色部門 | 第1名  | 連續2年第1名 |
| 2021 | 這本輕小說真厲害！2022 | 女性角色部門 | 第4名  |              |
| 2022 | 這本輕小說真厲害！2023 | 女性角色部門 | 第2名  |              |
| 2023 | 這本輕小說真厲害！2024 | 女性角色部門 | 第21名 |              |

### 人氣投票／讀者問卷
根據原作小說第11卷和11.5卷的卷末問卷統計數據「想交往的對象排名」中獲得了第二名。
在美國動畫評價網站「Anime Trending」主辦的「第9屆 Anime Trending Awards」中，GIRL OF THE YEAR部門獲得了第13名，SUPPORTING GIRL OF THE YEAR部門獲得了第10名。

## 腳註

### 來源
1. ↑  このラノ2022 (2021)，第17頁.
2. 1 2 3  メガミマガジン2017/9 (2017)，第52頁.
3. 1 2  メガミマガジン2022/8 (2022)，第73頁.
4. 1 2  メガミマガジン2024/3 (2024)，第82頁.
5. 1 2 3 4  アニメージュ2017/10 (2017)，第71頁.
6. 1 2  . GAMERANT. 2022-05-22  [2022-06-22]. （原始内容存档于2022-06-22） （英语）.
7. ↑  このラノ2022 (2021)，第38頁.
8. ↑  . Anime News Network. 2017-09-06  [2021-12-04]. （原始内容存档于2021-12-04） （英语）.
9. 1 2 3 4  . Inquisitr. 2017-12-13  [2021-12-03]. （原始内容存档于2022-05-05） （英语）.
10. 1 2 3 4  . マンガペディア.   [2021-11-05]. （原始内容存档于2022-05-05） （日语）.
11. 1 2 3 4 5 6  月刊ニュータイプ2022/9 (2022)，第15頁.
12. ↑  公式アンソロジー (2017)，第14頁.
13. 1 2 3 4 5  トモセシュンサク Art Works第1弾 (2017)，第104頁.
14. ↑  . 『ようこそ実力至上主義の教室へ 2年生編』公式サイト.   [2022-01-26]. （原始内容存档于2022-04-08） （日语）.
15. ↑  . animate Times.   [2021-12-21]. （原始内容存档于2022-05-05） （日语）.
16. ↑  . MANTANWEB (MANTAN). 2022-03-06  [2022-03-06]. （原始内容存档于2022-04-13） （日语）.
17. ↑  . 電撃ホビーウェブ. 2021-07-11  [2021-11-11]. （原始内容存档于2021-11-11） （日语）.
18. ↑  . ラノベニュースオンライン. 2021-01-07  [2021-11-11]. （原始内容存档于2021-11-11） （日语）.
19. ↑  . ラノベニュースオンライン. 2022-09-14  [2022-09-14]. （原始内容存档于2022-09-13） （日语）.
20. ↑  このラノ2019 (2018)，第82頁.
21. ↑  このラノ2020 (2019)，第79頁.
22. ↑  . Anime News Network. 2019-11-27  [2021-11-12]. （原始内容存档于2022-04-08） （英语）.
23. ↑  このラノ2019 (2018)，第90頁.
24. ↑  このラノ2020 (2019)，第86頁.
25. ↑  このラノ2021 (2020)，第86頁.
26. ↑  このラノ2022 (2021)，第90頁.
27. ↑  このラノ2023 (2022)，第88頁.
28. ↑  このラノ2024 (2023)，第91頁.
29. ↑  トモセシュンサク Art Works第2弾 (2020)，第102頁.
30. ↑  . Anime Trending公式サイト.   [2023-07-14]. （原始内容存档于2023-06-06） （英语）.

### 相關書籍
- 衣笠彰梧. . KADOKAWA. 2017-09-23. ISBN 978-4-04-069483-2.
- 衣笠彰梧. . KADOKAWA. 2017-09-23. ISBN 978-4-04-069291-3.
- 衣笠彰梧. . KADOKAWA. 2020-01-25. ISBN 978-4-04-064252-9.

### 雜誌
- . 學研PLUS. 2017-07-29: 52. ASIN B071FMWJ94.
- . 德間書店. 2017-10-10: 70–71. ASIN B074BNG11Z.
- . 學研PLUS. 2022-06-30: 73. ASIN B0B45LGNQ3.
- . KADOKAWA. 2022-08-10: 12–27. ASIN B0B6PYNB7F.
- . Gakken. 2024-01-30: 82. ASIN B0CSQG73B5.

### 導覽書
- 『這本輕小說真厲害！』編輯部. . 寶島社. 2018-12-08. ISBN 978-4-8002-9044-1.
- 『這本輕小說真厲害！』編輯部. . 寶島社. 2019-12-09. ISBN 978-4-8002-9978-9.
- 『這本輕小說真厲害！』編輯部. . 寶島社. 2020-12-08. ISBN 978-4-299-01056-8.
- 『這本輕小說真厲害！』編輯部. . 寶島社. 2021-12-09. ISBN 978-4-299-02264-6.
- 『這本輕小說真厲害！』編輯部. . 寶島社. 2022-12-10. ISBN 978-4-299-03647-6.
- 『這本輕小說真厲害！』編輯部. . 寶島社. 2023-12-09. ISBN 978-4-299-04899-8.

## 外部連結
- MF文庫J《歡迎來到實力至上主義的教室》官方網站 CHARACTER（日語）
  - MF文庫J《歡迎來到實力至上主義的教室》2年級篇官方網站 CHARACTER 輕井澤惠（日語）
- 電視動畫《歡迎來到實力至上主義的教室》官方網站 CHARACTER（日語）